# Hồng (quả)
Hồng là một loại cây ăn trái thuộc chi Thị (Diospyros). Quả hồng sắc vàng cam đến đỏ cam tùy theo giống; cỡ nhỏ đường kính dưới 1 cm cho tới cỡ lớn đường kính đến 9 cm. Dáng quả hình cầu, hình con cù, hay dạng quả cà chua bẹp. Đài hoa (calyx) thường dính với quả khi chín.

## Sử dụng
Loài hồng phổ biến nhất cho trái là hồng Nhật Bản (D. kaki). Trái chín thì ngọt, ít chua, thịt mềm, có khi bị xơ. Loài hồng này, nguyên thủy xuất phát từ Trung Hoa, là một loài cây thay lá, thường rụng lá khi ra quả (deciduous). Cây hồng sau được trồng khắp miền Đông Á, đến thế kỷ 19 thì du nhập vào California và châu Âu.
Giống (cultivar) hồng mòng (Hachiya) có dáng con cù với lượng tannin cao khi còn xanh nên vị chát. Phải đợi thật chín mềm mới ăn được.
Để làm chóng chín, hồng mòng thường được đem rấm. Cách rấm có thể dùng ánh sáng, khí nóng, trấu, cồn, thán khí hay êtilen để ép chín. Một cách khác là đem ngâm nước tro để trái hồng biến chất, mất vị chát. Loại hồng này gọi là hồng ngâm.
Giống hồng giòn (Fuyu) có dáng hình bẹp. Lượng tannin tuy không kém giống hồng mòng nhưng trong quá trình chuyển từ xanh sang chín, giống hồng giòn mất tanin rất nhanh nên trái có thể ăn được sớm hơn khi còn giòn. Thời vụ trồng khoảng tháng 6 hàng năm, sau 3 năm cây sẽ cho quả. Cây thường ra hoa vào tháng 3 âm lịch và cho quả chín đến hết tháng 8 âm lịch.
Quả hồng có thể ăn tươi hay phơi khô. Hồng khô cần hai đến ba tuần phơi ngoài trời rồi sấy thêm trước khi thành phẩm.
Tại Hàn Quốc, hồng khô được dùng cất rượu, làm giấm

## Văn hoá
Hồng ngâm đã đi vào tục ngữ tiếng Việt với câu "Tiếc đĩa hồng ngâm cho chuột vọc". Ý muốn nói phí công, phí của tựa một vật quý như hồng ngâm mà để chuột làm hư mất.

## Gỗ
Gỗ hồng (D. virginiana) được chuộng dùng làm gậy đánh golf cho tới đầu thế kỷ 20 khi gậy bằng gỗ bị thay thế bằng gậy đúc từ kim loại. Gậy thụt bida cũng hay dùng gỗ cây hồng.
Ngày nay gỗ hồng thường dùng làm cung bắn tên vì độ rắn của gỗ.

## Lưu ý
Những người lúc đói không nên ăn quả hồng và không nên ăn cả vỏ vì vỏ quả hồng chứa nhiều Tanin, rất dễ bị hình thành sỏi dạ dày.

## Hình ảnh

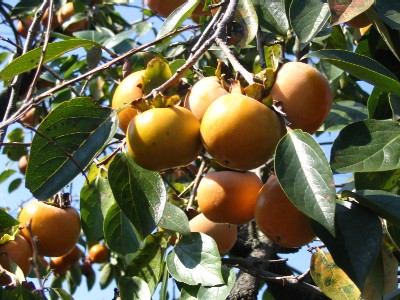
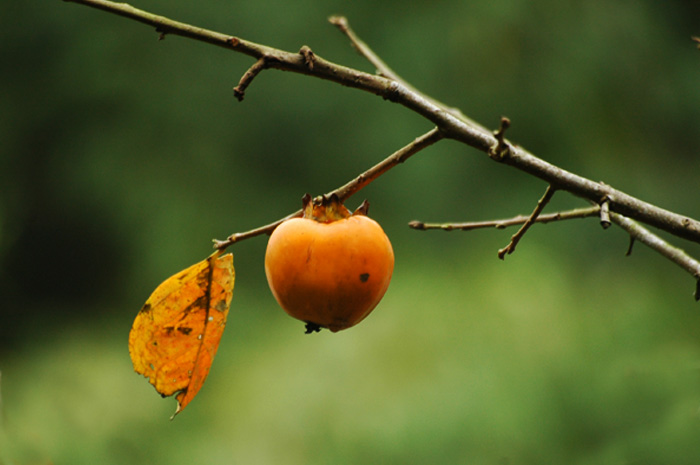
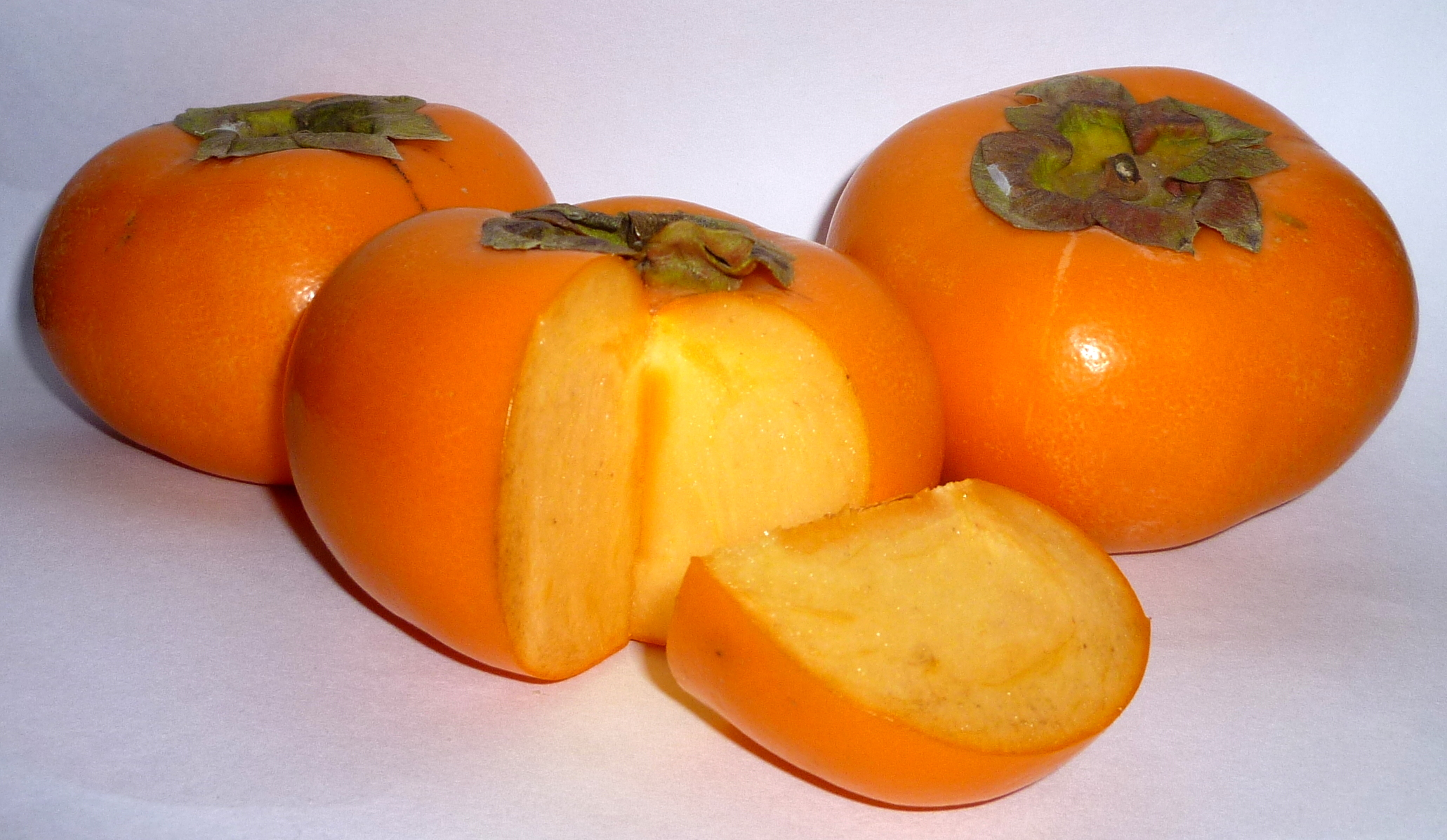
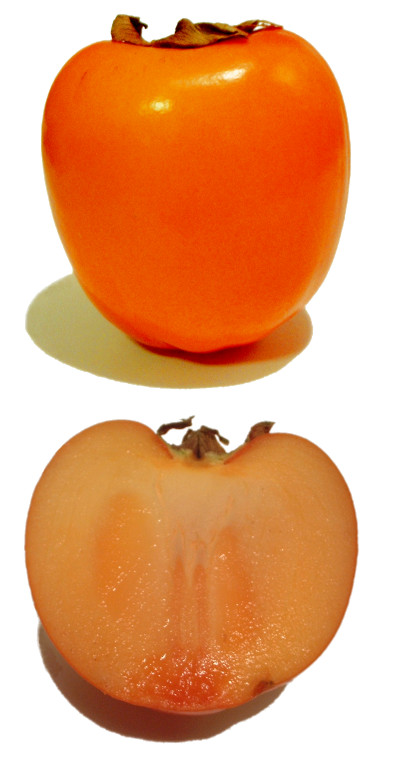
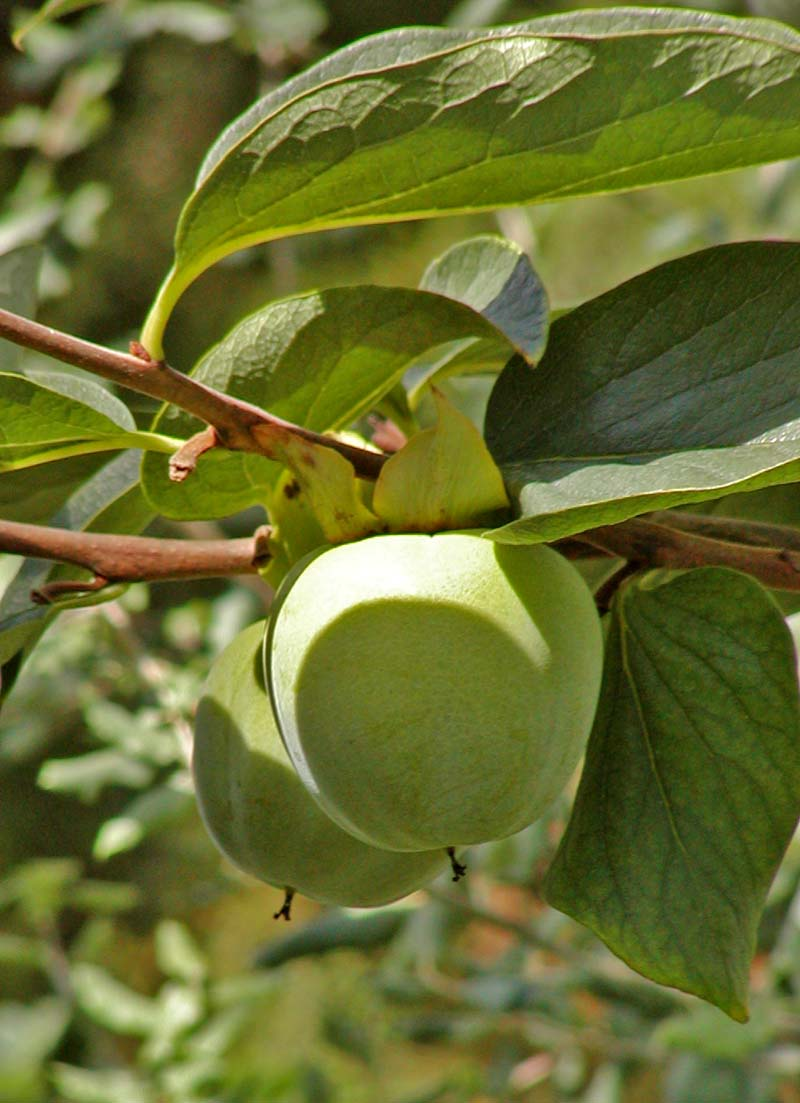